# Ślepnąc od świateł (powieść)

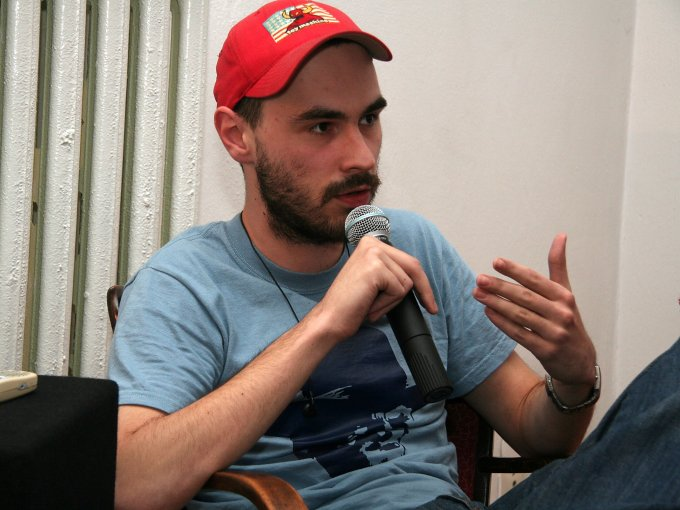
Jakub Żulczyk, autor powieści

Ślepnąc od świateł – bestsellerowa powieść autorstwa Jakuba Żulczyka, wydana 22 października 2014 przez wydawnictwo Świat Książki. 

## Fabuła
Główny bohater powieści, Jacek, jest młodym człowiekiem, żyjącym trochę według scenariusza filmu gangsterskiego z lat 90. Jest przedsiębiorczy, zaradny i schludny, a dzięki dużej dyskrecji także bardzo skuteczny w swym fachu. Zajmuje się handlem narkotykami. Przemieszcza się po Warszawie, dostarczając klientom kokainę. Swoim życiem walczy z życiem całego świata. 
Jakub Żulczyk w poruszający sposób ukazuje współczesną rzeczywistość, zdeformowaną do tego stopnia, że handlarz narkotyków staje się równie niezbędny jak strażak czy lekarz; jest nocnym dostawcą paliwa dla tych, którzy chcą albo muszą utrzymać się na powierzchni.

## Odbiór
Książka zebrała pozytywne recenzje i była nominowana do Paszportu Polityki w 2014 roku. 
Na jej motywach został nakręcony serial telewizyjny pod tym samym tytułem, którego współtwórcą jest autor powieści. 